# Marc Kerzual
Marc Kerzual est un écrivain français né à Brest en 1963.
Marc Kerzual vit à Paris.

## Romans publiés
- Le Bouquet de lilas, Balland, coll. « Le Rayon », 1999
- Mansfied Ohio, Balland, 2000
- Enfant du voyage, Balland, 2002
- Après Santa Cruz, Prem'édit 2016